# Медведєв Тихін Олексійович
Медведєв Тихін Олексійович  (1905—1981) — радянський український редактор. Нагороджений медалями.

## Біографічні відомості
Народ. 26 серпня 1905 р. в м. Катеринославі (нині Дніпро) в родині робітника. Закінчив Вищу початкову школу (1919). Перебував на керівній комсомольській роботі (1923—1929), був представником ЦК ЛКСМУ у ВУФКУ, завідував сценарним відділом Київської кінофабрики, працював заступником директора й одним з організаторів першої Одеської комсомольської кінофабрики, в Управлінні мистецтв при Раді Народних Комісарів УРСР (1932—1937), начальником Управління мистецтв Київської області.
Був репресований.
Після заслання — старший редактор і директор відділу дубляжу Київської кіностудії художніх фільмів ім. О. П. Довженка (1955—1966). Вів кінокартини: «Іван Франко» (1957), «Далеке і близьке» (1957), «Якби каміння говорило...» (1957), «Ластівка» (1957), «Дорогою ціною» (1957), «Киянка» (1958—1960), «Іванна» (1959) та ін.
Автор книг: «Степан Шкурат» (К., 1962, у співавт.), «Образ В. І. Леніна в кіно» (К., 1966), нарису у збірнику «20 режиссерских биографий» (М., 1971, Вып. 1-й, у співавт.); статей у журналах і газетах.
Був членом Спілки кінематографістів України.
Помер 11 березня 1981 р. в Києві.